# Miasto Mostar
Miasto Mostar (boś. Grad Mostar) – jednostka administracyjna w Bośni i Hercegowinie, w kantonie hercegowińsko-neretwiańskim. W 2013 roku liczyła 105 797 mieszkańców.